# Liana
Liana je žensko osebno ime.

## Izvor imena
Ime Liana je izpeljano iz imen Lijana oziroma Lilijana.

## Pogostost imena
Po podatkih Statističnega urada Republike Slovenije je bilo na dan 31. decembra 2007 v Sloveniji število ženskih oseb z imenom Liana: 34.

## Osebni praznik
V koledarju je ime Liana skupaj z imenoma Lijana oziroma Lilijana; god praznuje 27. julija.